# Philip Sidney
Sir Philip Sidney (Penshurst, 30 novembre 1554 – Zutphen, 17 ottobre 1586) è stato un poeta, militare e cortigiano britannico.
Fu una delle figure più importanti dell'età elisabettiana, famoso, tra le altre cose, per aver scritto la raccolta di sonetti e canzoni Astrophil e Stella.

## Biografia
Nato nel Kent, era figlio di Henry Sidney e Mary Dudley e quindi rampollo di una delle famiglie nobiliari inglesi più importanti dell'epoca. Suo zio materno, Robert Dudley, negli anni ottanta fu il più importante favorito di Elisabetta I d'Inghilterra, prima di essere bandito. Sidney studiò all'Università di Oxford, ma non si laureò. Dal 1572 al 1575 viaggiò in Europa, prima per negoziare il matrimonio tra la regina e il duca di Alençon in Francia, poi per incontrare vari intellettuali e politici in Germania, Italia e Austria.
Si occupò attivamente della politica del suo paese: difese l'operato del padre (Henry) in Irlanda; cercò di duellare contro Edward de Vere a causa delle loro opinioni contrastanti sul matrimonio della regina (che impedì il duello e costrinse Sidney a ritirarsi dalla corte). Molto importante fu il suo apporto alla letteratura, in quanto fu tra i più vivaci intellettuali del suo tempo. Edmund Spenser gli dedicò The Shepheardes Calender e Giordano Bruno gli dedicò lo Spaccio de la bestia trionfante (1584) e il De gli eroici furori (1585).
Nel 1583 diventò cavaliere e si sposò con Frances Walsingham. Trasferitosi in Francia, fu tra i sostenitori della causa protestante. Fu nominato governatore di Vlissingen e combatté alcune battaglie nei Paesi Bassi. Fu vittima dell'assedio di Zutphen. Dopo funerali grandiosi, fu sepolto nella Cattedrale di Saint Paul.

## Opere
- Astrophil e Stella. Il famoso sonetto introduttivo di questa raccolta di poesie fu probabilmente composto all'inizio del 1580. I sonetti erano già diffusi in un manoscritto quando la prima edizione (forse pirata) fu pubblicata nel 1591; solo nel 1598 venne pubblicata un'edizione autorizzata. La sequenza fu un fattore decisivo nella poesia del Rinascimento inglese. In essa Sidney naturalizzò in parte i punti chiave della poesia di Francesco Petrarca, considerato il modello della letteratura italiana: il cambiamento di emozione da poesia a poesia, con presente senso di una narrativa crescente, ma particolarmente oscura; gli ornamenti filosofici[non chiaro]; la riflessione dell'atto stesso della creazione poetica. I suoi esperimenti con la disposizione delle rime furono non meno considerevoli; servirono per liberare il sonetto inglese dalle rigorose necessità di rima della forma italiana.
- Arcadia. L'Arcadia, di gran lunga il lavoro più ambizioso di Sidney, fu importante come i suoi sonetti. Il lavoro è un romanzo che combina elementi pastorali con un'inclinazione derivata dal modello ellenistico di Eliodoro. L'opera, cioè, è una versione altamente idealizzata della vita pastorale che si collega (non sempre naturalmente) con storie di tornei, slealtà politica, rapimenti, battaglie e violenza. Poiché pubblicato nel sedicesimo secolo, la narrativa segue il modello della Grecia: le storie sono legate tra loro. L'opera godette di grande popolarità per più di un secolo dopo la sua pubblicazione. William Shakespeare ci attinse per l'intreccio secondario di Gloucester del Re Lear; alcune parti furono drammatizzate anche da John Day e James Shirley. Secondo una storia raccontata per molto tempo, re Carlo I lesse alcune righe mentre saliva il patibolo per essere giustiziato; Samuel Richardson prese il nome dell'eroina del suo primo romanzo Pamela da Sidney. Ci sono due versioni di "Arcadia". Sidney scrisse una prima versione durante un soggiorno nella casa della sorella Mary Herbert. Questa versione è narrata in maniera sequenziale e lineare. Dopo Sidney iniziò a rivedere il lavoro per un progetto più ambizioso. Completò i primi tre libri, ma il progetto rimase incompleto a causa della sua morte. Dopo la pubblicazione dei primi tre libri (1590) che suscitarono interesse, la versione ancora esistente fu integrata con materiale preso dalla prima versione (1593).
- La difesa della Poesia (conosciuta anche come "Apologia dell'arte poetica"). Sidney scrisse l'opera intorno al 1583. Generalmente si credeva che fosse in parte causata da Stephen Gosson, un commediografo che nel 1579 dedicò proprio a Sidney il suo attacco al teatro inglese, "La scuola dell'abuso", ma Sidney prima di tutto si indirizzò alle più generali opposizioni alla poesia, come quelle di Platone[non chiaro]. Nel suo saggio Sidney integra alcuni precetti classici e italiani sulla narrativa. L'essenza della sua difesa è che la poesia, combinando la vivacità della storia con il punto di vista etico della filosofia, è più efficace della storia e della filosofia nell'insegnare ai lettori le virtù. L'opera offre anche importanti critiche su Edmund Spenser e il teatro elisabettiano.

## Influenza (Apologia della poesia)
L'influenza di sir Philip è ben visibile nella storia della critica letteraria inglese fin dalla pubblicazione dell'Apologia. Uno degli esempi maggiori è costituito dal lavoro di un grande poeta, Percy Bysshe Shelley.

## Sidney patriota
La morte di sir Sidney nelle Fiandre servì da imbeccata ai tanti poeti inglesi che cercavano di portare avanti una concezione patriottica della letteratura inglese. La sua morte prematura fu accolta con sgomento da tutti gli aristocratici britannici. I maggiori poeti dell'epoca, tra cui Edmund Spenser e Ben Jonson, gli dedicarono una grande quantità di elegie, che accrebbero notevolmente la sua fama. Nelle elegie, oltre alle virtù effettivamente proprie di Sidney, si aggiunsero particolari leggendari che crearono attorno alla sua figura un'aura quasi di santità.
Le leggende sul suo conto furono riprese da Fulke Greville, che ne scrisse una biografia quasi agiografica: Vita dell'illustre Sir Philip Sidney, pubblicata solo nel 1652. Questa sua figura mitizzata fino all'Ottocento fu vista come un modello «di ciò che un inglese dovrebbe essere». La strumentalizzazione della morte di Sidney fu utile sia per la costruzione di un mito letterario sia per legittimare la guerra giusta condotta dalla regina Elisabetta contro i Paesi Bassi (la guerra degli otto anni).

## Ascendenza
|                                       |               |                                    | Genitori                            |  |  | Nonni |  |  | Bisnonni        |  |  | Trisnonni      |  |
|                                       |               |                                    |                                     |  |  |       |  |  | Nicholas Sidney |  |  | William Sidney |  |
|                                       |               |                                    |                                     |  |  |       |  |  | Nicholas Sidney |  |  | William Sidney |  |
|                                       |               | Thomasine Barrington               |                                     |  |  |       |  |  | Nicholas Sidney |  |  |                |  |
| William Sidney                        |               |                                    |                                     |  |  |       |  |  | Nicholas Sidney |  |  |                |  |
|                                       |               | Anne Brandon                       | William Brandon                     |  |  |       |  |  |                 |  |  |                |  |
|                                       |               | Anne Brandon                       | William Brandon                     |  |  |       |  |  |                 |  |  |                |  |
|                                       |               | Anne Brandon                       | Elizabeth Wingfield                 |  |  |       |  |  |                 |  |  |                |  |
| Henry Sidney                          |               | Anne Brandon                       |                                     |  |  |       |  |  |                 |  |  |                |  |
|                                       |               | Hugh Pakenham                      | John Pakenham                       |  |  |       |  |  |                 |  |  |                |  |
|                                       |               | Hugh Pakenham                      | John Pakenham                       |  |  |       |  |  |                 |  |  |                |  |
|                                       |               | Hugh Pakenham                      | Margaret Bramshott                  |  |  |       |  |  |                 |  |  |                |  |
| Anne Pakenham                         |               | Hugh Pakenham                      |                                     |  |  |       |  |  |                 |  |  |                |  |
|                                       |               | Anne Clement                       | William Clement                     |  |  |       |  |  |                 |  |  |                |  |
|                                       |               | Anne Clement                       | William Clement                     |  |  |       |  |  |                 |  |  |                |  |
|                                       |               | Anne Clement                       | N. Goring                           |  |  |       |  |  |                 |  |  |                |  |
| Philip Sidney                         |               | Anne Clement                       |                                     |  |  |       |  |  |                 |  |  |                |  |
|                                       | Edmund Dudley | John Dudley                        |                                     |  |  |       |  |  |                 |  |  |                |  |
|                                       | Edmund Dudley | John Dudley                        |                                     |  |  |       |  |  |                 |  |  |                |  |
|                                       | Edmund Dudley | Elizabeth Bramshot                 |                                     |  |  |       |  |  |                 |  |  |                |  |
| John Dudley, I duca di Northumberland | Edmund Dudley |                                    |                                     |  |  |       |  |  |                 |  |  |                |  |
|                                       |               | Elizabeth Grey, VI baronessa Lisle | Edward Grey, I visconte Lisle       |  |  |       |  |  |                 |  |  |                |  |
|                                       |               | Elizabeth Grey, VI baronessa Lisle | Edward Grey, I visconte Lisle       |  |  |       |  |  |                 |  |  |                |  |
|                                       |               | Elizabeth Grey, VI baronessa Lisle | Elizabeth Talbot                    |  |  |       |  |  |                 |  |  |                |  |
| Mary Dudley                           |               | Elizabeth Grey, VI baronessa Lisle |                                     |  |  |       |  |  |                 |  |  |                |  |
|                                       |               | Edward Guildford                   | Richard Guildford                   |  |  |       |  |  |                 |  |  |                |  |
|                                       |               | Edward Guildford                   | Richard Guildford                   |  |  |       |  |  |                 |  |  |                |  |
|                                       |               | Edward Guildford                   | Anne Pympe                          |  |  |       |  |  |                 |  |  |                |  |
| Jane Guildford                        |               | Edward Guildford                   |                                     |  |  |       |  |  |                 |  |  |                |  |
|                                       |               | Eleanor West                       | Thomas West, VIII barone De La Warr |  |  |       |  |  |                 |  |  |                |  |
|                                       |               | Eleanor West                       | Thomas West, VIII barone De La Warr |  |  |       |  |  |                 |  |  |                |  |
|                                       |               | Eleanor West                       | Elizabeth Mortimer                  |  |  |       |  |  |                 |  |  |                |  |
|                                       |               | Eleanor West                       |                                     |  |  |       |  |  |                 |  |  |                |  |